# Ulica Graniczna w Warszawie

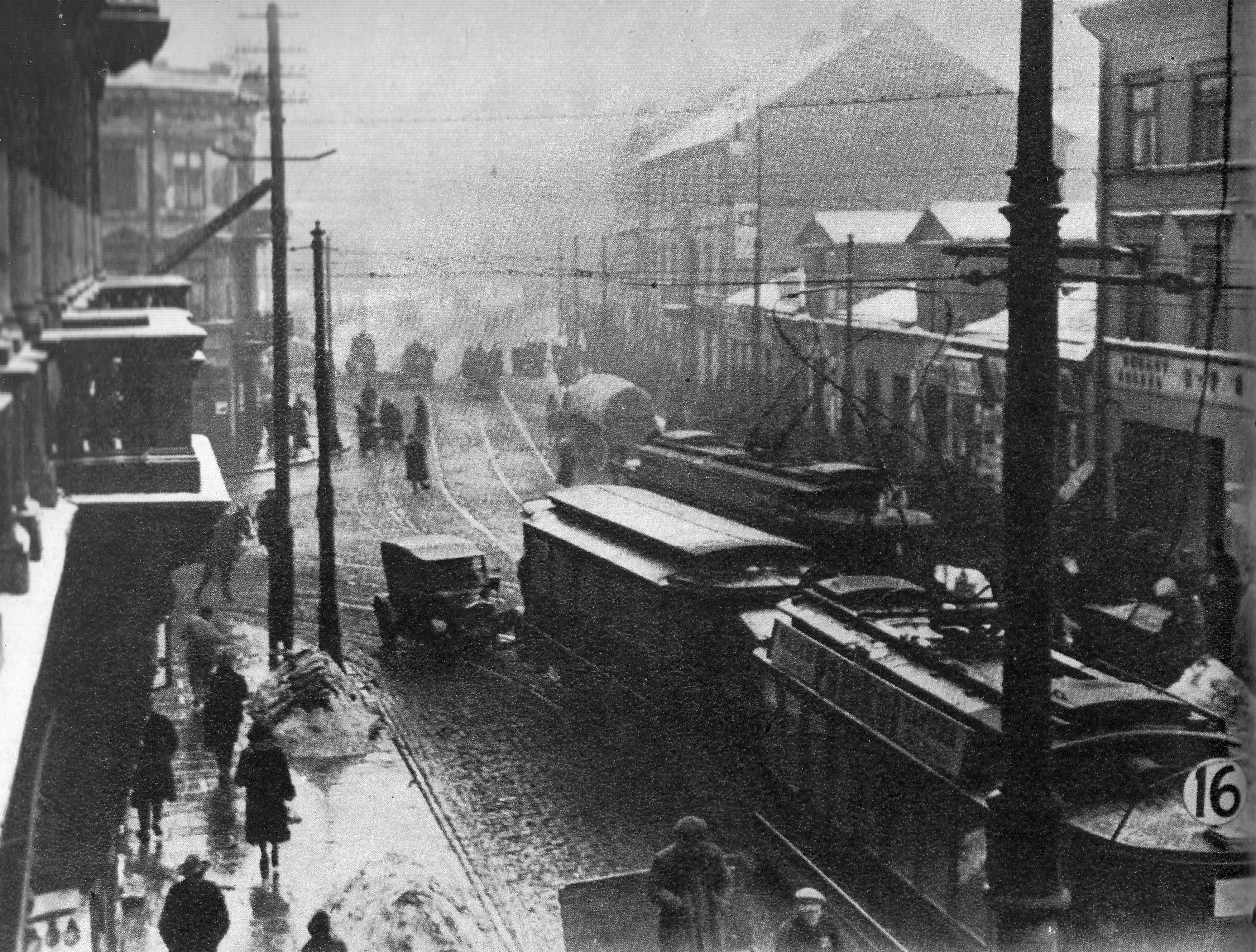
Ulica przy skrzyżowaniu z ul. Królewską (przed 1939)

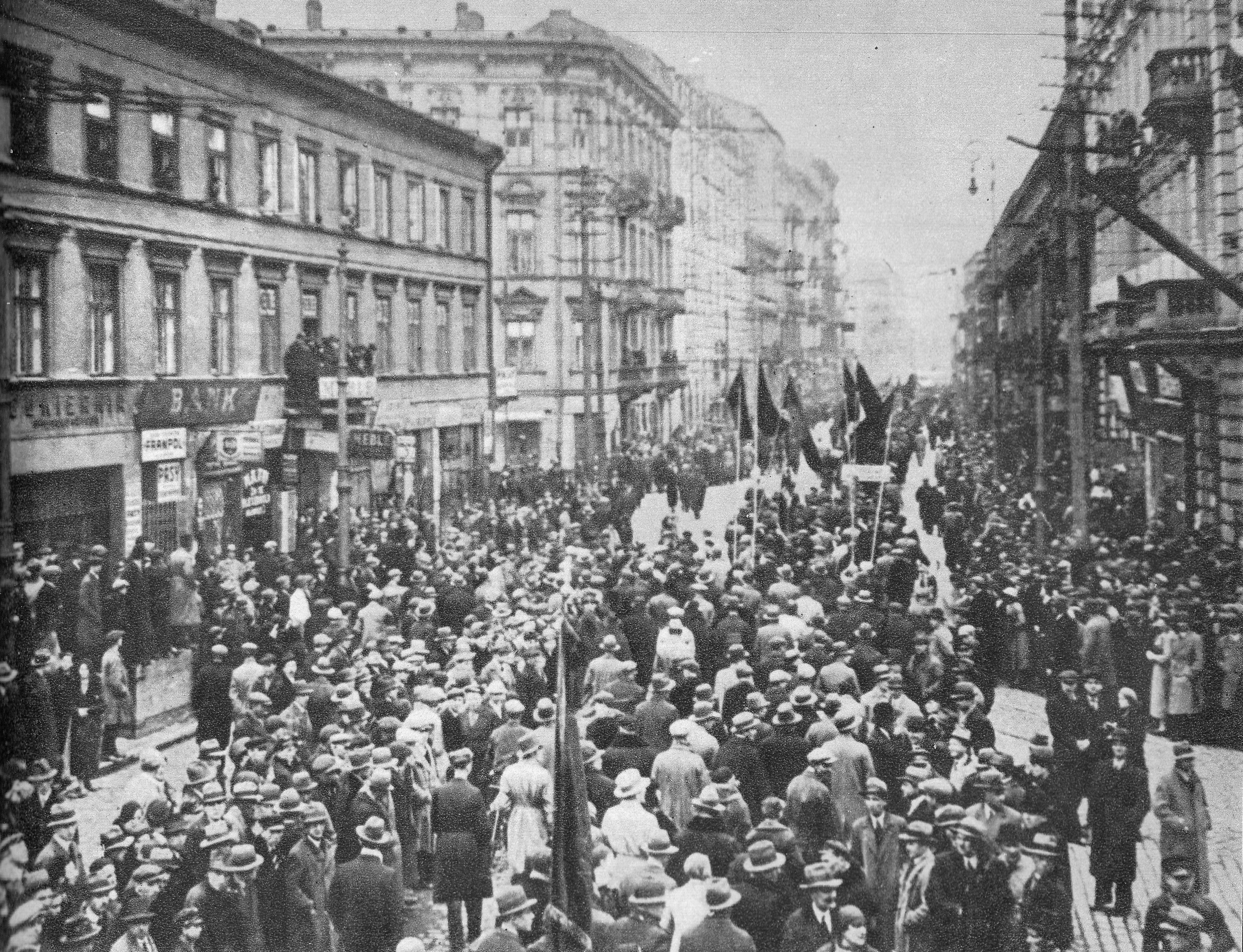
Pochód pierwszomajowy na ulicy Granicznej (1935)

Ulica Graniczna – ulica w warszawskiej dzielnicy Śródmieście, biegnąca od placu Grzybowskiego do placu Żelaznej Bramy.

## Historia
Powstała w XVII wieku ulica Graniczna pierwotnie wraz z ul. Żabią była odcinkiem traktu wiodącego do klasztoru Reformatów przy kościele św. Antoniego z Padwy przy ul. Senatorskiej.
Od roku 1693 stanowiła granicę pomiędzy jurydykami Wielopole i Grzybów; stąd nazwa ulicy, nadana oficjalnie w 1770.
Pierwsza zabudowa, w dużej części drewniana, powstała przed rokiem 1784; intensywniejsze prace budowlane prowadzono dopiero po roku 1815.
Pod nr. 13 powstała wtedy dwupiętrowa kamienica Grodzickiego oraz dwie kamienice u zbiegu z ul. Grzybowską.
W roku 1841 na nieodległym placu Żelaznej Bramy wybudowano budynek handlowy zwany Gościnnym Dworem; spowodowało to wzrost liczby nowych inwestycji w okolicy.
Przy Granicznej domy własne wybudowali architekci Andrzej Gołoński i Alfons Kropiwnicki, współtwórca Gościnnego Dworu.
W roku 1850 Henryk Marconi zaprojektował zabudowę bazaru kupca Jana Kurtza, swego czasu właściciela pałacu Rembielińskiego. Pawilony frontowe targowiska wzniesiono od strony Granicznej i nieistniejącej dziś ul. Skórzanej; przy niej także znalazło się główne wejście na bazar.
Bliskość obu targowisk ściągnęła w te okolice licznych żydowskich kupców, którzy do początków XX wieku niemal wyparli z ulicy mieszkańców-chrześcijan.
Od roku 1850 pod nr. 5 działał bank Adama Epsteina; pod nr. 15 bank prowadził Jan Epstein, który obok otworzył skład papieru z własnych fabryk w Soczewce i Sochaczewie.
Właśnie przy Granicznej zaczynały swą działalność rodziny, które z czasem dorobiły się wprost bajecznych fortun: Luxemburgowie, Epsteinowie czy Wertheimowie.
Przy Granicznej w tamtym czasie działały liczne składy towarowe oraz sklepy z towarami tabacznymi i żelaznymi; pod nr. 16 mieściła się sala taneczna Zelika Zelingera.
W roku 1882 u zbiegu z ulicą Królewską powstała kamienica kupca Mosesa Neufelda; po tym czasie nastąpił spadek liczby nowych inwestycji. Kolejne kamienice powstały dopiero w początkach XX wieku: pod nr. 4 i 13 wybudowano wspaniałe secesyjne kamienice; w okresie wczesnego modernizmu wzniesiono kamienicę Mendla Handelsmana pod nr. 10.
Początek wieku przyniósł pauperyzacje i zubożenie okolicy; banki wyniosły się do siedzib w lepszych częściach miasta. Przy Granicznej pojawiły się liczne warsztaty i wytwórnie oraz sklepy z zegarami, które zdominowały pejzaż ulicy – było ich tu aż 21. Nieco mniej licznie, aczkolwiek zauważalnie działały sklepy jubilerskie – w liczbie ośmiu. Przy ul. Granicznej 10 mieszkał warszawski neurolog Samuel Goldflam, który w swoim mieszkaniu otworzył bezpłatną poliklinikę chorób wewnętrznych i neurologicznych dla niezamożnych chorych. W trzech pokojach, z pomocą kilku młodych wolontariuszy, prowadził ją na własny koszt przez prawie cztery dekady (od 1883 do 1922).
Pod numerem 14 ulokował swe biura Instytut Wód Mineralnych, mieszczący się w Ogrodzie Saskim.
W 1908 roku ulicą po raz pierwszy pojechały tramwaje elektryczne.
W roku 1939 cały rejon ulicy został zbombardowany: zniszczeniu uległo sześć kamienic. Od roku 1940 Graniczna sąsiadowała z gettem, dokąd wysiedlono żydowską ludność ulicy.
Kolejne zniszczenia przyniósł rok 1944: zupełnemu zburzeniu uległy cztery domy, pozostałe zostały wypalone.
W okresie powojennym rozebrano wszystkie relikty dawnej zabudowy, oraz skasowano linię tramwaju kierując ruch na przebity podczas okupacji przez Ogród Saski odcinek ul. Marszałkowskiej. Budowa osiedla Za Żelazną Bramą ostatecznie zatarła przedwojenny charakter okolicy. Jedynym zachowanym reliktem dawnej Granicznej jest słup trakcyjno-oświetleniowy znajdujący się u zbiegu z ul. Królewską – najstarszy tego typu obiekt na terenie miasta.
Budynek pod nr. 2 jest pierwszym blokiem mieszkalnym wzniesionym po wojnie w Warszawie przez Biuro Odbudowy Stolicy.
W pobliżu bloku pod nr. 4 znajduje się rzeźba nawiązująca do warszawskiej Syrenki autorstwa Ryszarda Kozłowskiego.

## Film
- W roku 1948 (premiera: 1949) Aleksander Ford nakręcił film pod tytułem Ulica Graniczna. Jest to opowieść o losie polskich i żydowskich dzieci w Warszawie podczas II wojny światowej. Film zdobył złoty medal na MFF w Wenecji w 1948 roku.